# Serpentín de Pasamayo
El Serpentín de Pasamayo, identificado oficialmente como PE-1N A, es una área de 22 kilómetros que forma parte de la Ruta nacional PE-1. Se encuentra entre los distritos peruanos de Aucallama y Ancón entre las provincias de Huaral y Lima, ambas dentro del departamento de Lima. Es mundialmente conocida como la carretera más peligrosa de América debido a sus fatídicos historiales de accidentes  terrestres mortales. 

## Historia
A diferencia del resto de la ruta nacional, el Serpentín de Pasamayo era ocupado por el Antiguo Ferrocarril Lima-Ancón-Chancay, el cual llegaba sólo hasta Chancay, pero era destinado a ser parte del Ferrocarril del Norte del Perú. Este ferrocarril, en lugar de ser expandido por toda la costa norte hasta Tumbes y Ecuador, fue retirado, tras lo cual el área del serpertín pasó a ser un camino recorrido por arrieros y sus burros o mulas. Después se construyó una pista en este camino, haciendo que pase a formar parte de la Carretera Panamericana Norte, la cual a su vez forma parte de la Carretera Panamericana en el Perú.
Debido a la alta peligrosidad del Serpentín de Pasamayo, más al este y arriba del mismo se construyó posteriormente la Variante de Pasamayo para que sea la Carretera Panamericana Norte propiamente dicha, de doble carril y de acceso previo pago de peaje, por lo que el Serpentín de Pasamayo dejó de ser parte de la Carretera Panamericana Norte para pasar a ser la Antigua Panamericana Norte, de acceso gratuito. Sin embargo, después también se estableció el cobro de peaje en el Serpentín de Pasamayo.

## Descripción

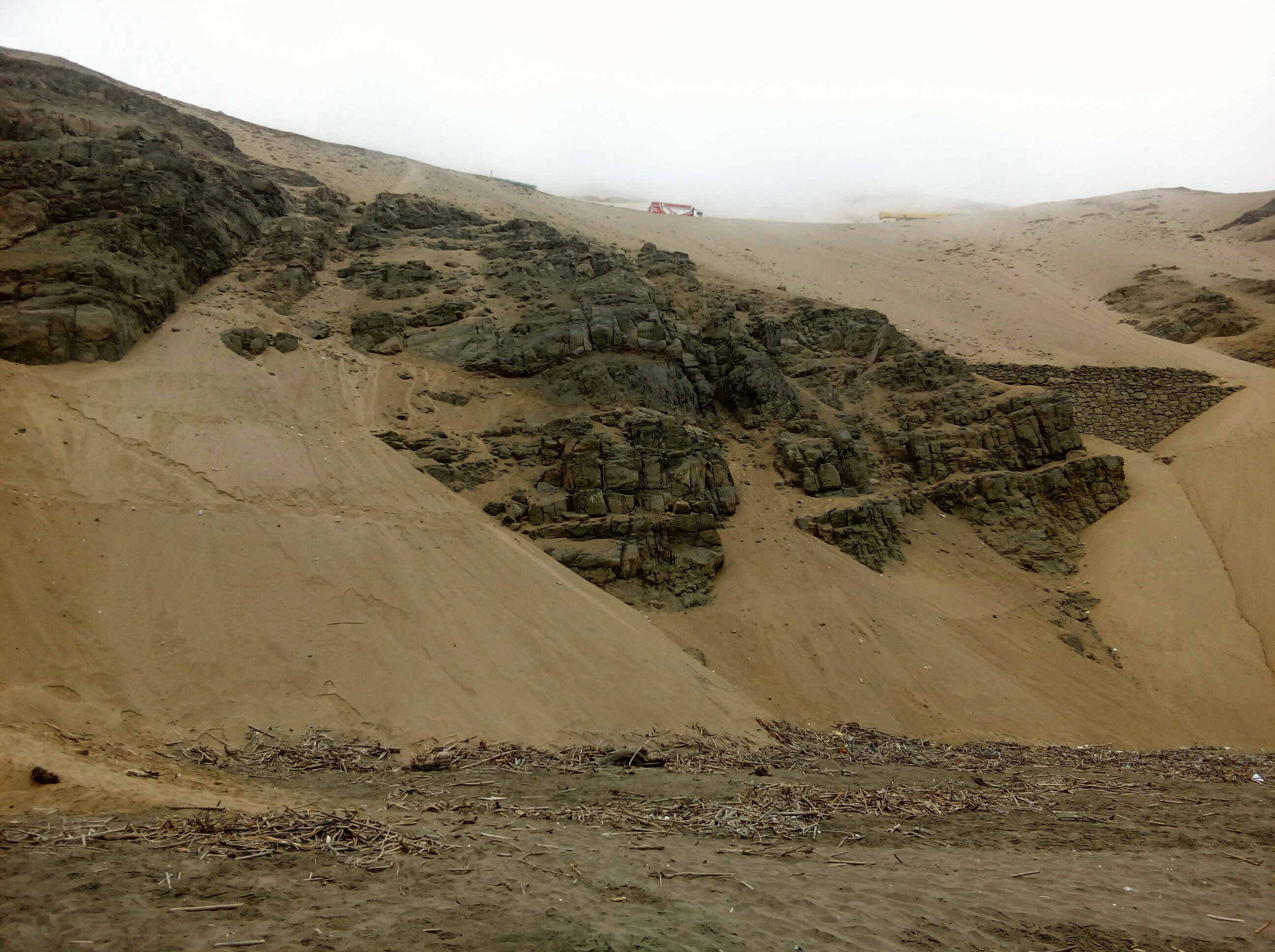
El serpentín de Pasamayo visto desde una playa cercana.

El Serpentín de Pasamayo se ubica entre el océano Pacífico al oeste y la cordillera Occidental de los Andes al este en la zona del Norte Chico, una zona que agrupa a todas las provincias del norte del departamento de Lima. Geográficamente en su recorrido cuenta con 52 curvas en las cuales sólo pasan en su mayoría vehículos pesados como tráileres y omnibuses.
La peligrosidad del Serpentín de Pasamayo consiste en que se encuentra al borde de un gran abismo vertical de decenas de metros de profundidad; el fondo de este abismo lo conforman las playas de Pasamayo. A esto se suma la densa neblina que suele abundar durante todo el año que dificulta la visibilidad a los conductores y aún de día se ven obligados a encender los faros de los vehículos (luces antiniebla). También se añade la constante humedad en el pavimento por la neblina, que hace patinar a los vehículos (aquaplaning). Todos estos factores de riesgo han ocasionado muchos accidentes desde su apertura al público, terminando varios de ellos en tragedias con considerables números de fallecidos y heridos. Los accidentes en el Serpentín de Pasamayo han sido de tres tipos: choques, volcaduras o caídas al abismo.
A la más peligrosa de las curvas, cerca de Chancay, se la conoce popularmente como la Curva del Diablo.
Es tan conocida la peligrosidad del Serpentín de Pasamayo que el grupo de rock peruano Nosequien y Los Nosecuantos le dedicó la canción Pasamayo maldito.